# 苍梧道
苍梧道，中华民国初期设置的道。
1913年4月置鬱江道，治苍梧县（今广西梧州市）。下辖苍梧、藤县、容县、岑溪、怀集、信都、桂平、平南、贵县、武宣、鬱林、博白、北流、陆川、兴业等府县。1914年6月鬱江道改置苍梧道，属广西省。辖区约当今广西壮族自治区武宣、贵港、兴业、玉林、博白等市县以东，桂平、平南、藤县、贺县南部（信都）、苍梧等市县以南及广东省怀集县地。1926年废。